# Beth Saulnier
Pour les articles homonymes, voir Saulnier.
Beth Saulnier, née Elizabeth Saulnier le 23 septembre 1969 à North Adams, au Massachusetts, est une femme de lettres américaine, autrice de roman policier. Elle signe également d'autres romans sous le nom d'Elizabeth Bloom.

## Biographie
Beth Saulnier fait des études au Vassar College et à l'université Cornell. Elle travaille ensuite comme journaliste pour la télévision à Ithaca. En outre, pour The Ithaca Journal (en), elle publie plus de 500 critiques de films.
Elle épouse en 2003 avec David Andrew Bloom.
En 1999, elle publie son premier roman, Reliable Sources, premier volume d'une série mettant en scène Alex Bernier, un journaliste dans l'État de New York. Avec Distemper, le deuxième roman de cette série, et The Fourth Wall, elle est finaliste du prix Barry 2001 et 2002 du meilleur livre de poche.
À partir de 2003, elle écrit d'autres romans signés de son nom d'épouse.

## Œuvre

### Romans signés Beth Saulnier

#### SérieAlex Bernier
- Reliable Sources (1999)
- Distemper (2000)
- The Fourth Wall (2001)
- Bad Seed (2002)
- Ecstasy (2003)

### Romans signés Elizabeth Bloom
- See Isabelle Run (2005)
- The Mortician's Daughter (2006)

## Prix et distinctions

### Nomination
- Prix Barry 2001 du meilleur livre de poche pour Distemper[3]
- Prix Barry 2002 du meilleur livre de poche pour The Fourth Wall[3]